# ثورنغيون

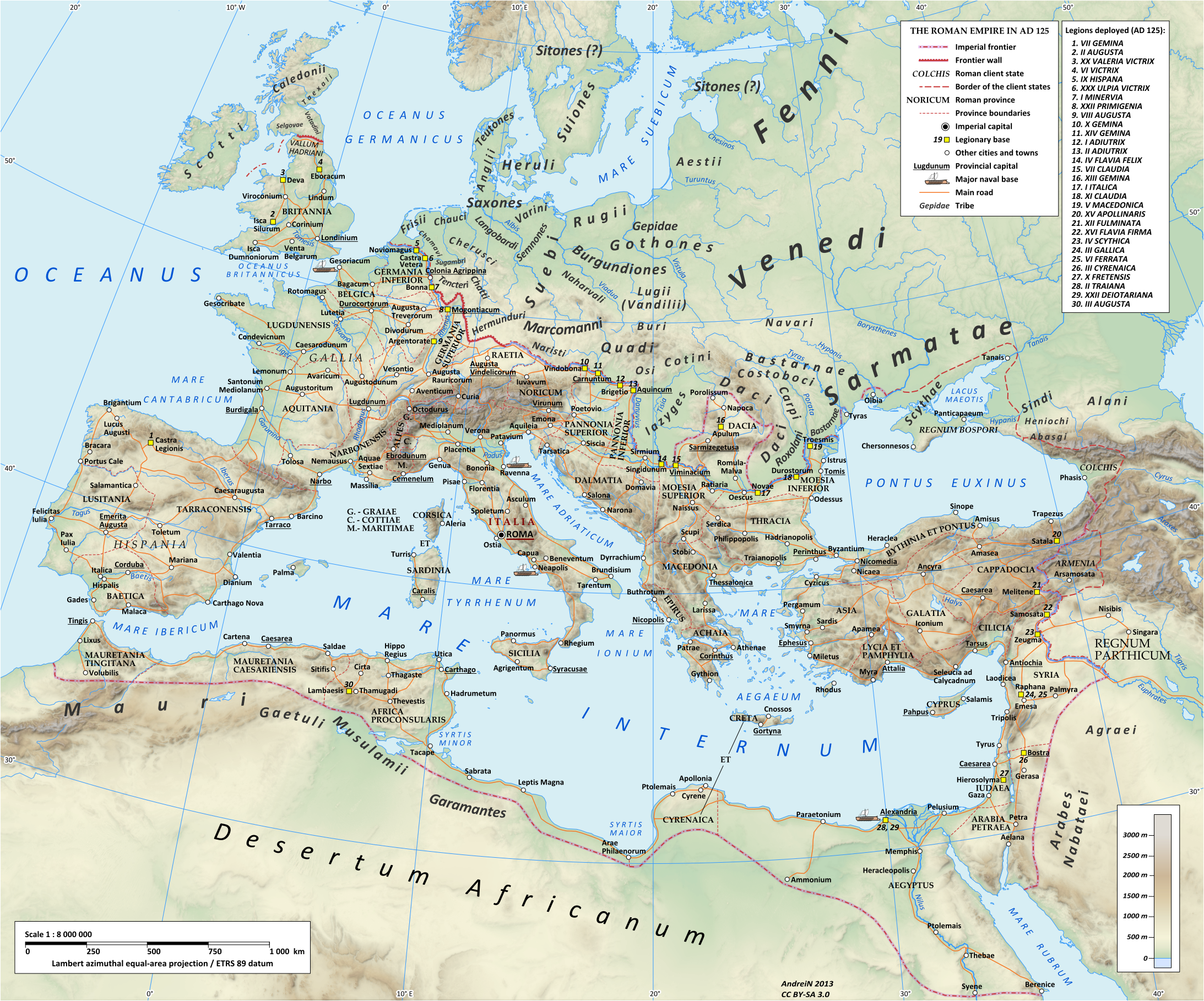

الثورنغيون (بالألمانية: Thüringer) (باللاتينية:Thuringi, T(h)ueringi, Thoringi) هم أعضاء قبيلة جرمانية غربية، استمر اسمهم في تسمية الولاية الألمانية الحالية تورينغيا.